# Nuit Noire
Nuit noire is een Belgische sciencefictionfilm uit 2005 geregisseerd door Olivier Smolders.

## Het verhaal
De film speelt zich af rond het Koninklijk Museum voor Midden-Afrika in Tervuren in een eeuwigdurende nacht. Oscar, die in het museum werkt, leeft een vredig leventje en houdt zich bezig met het verzamelen van allerlei insecten. Deze rust wordt echter verstoord wanneer hij op een avond een schijnbaar stervende zwarte vrouw aantreft in zijn bed.

## Rolverdeling
| Acteur             | Personage         |
| ------------------ | ----------------- |
| Fabrice Rodriguez  | Oscar             |
| Yves-Marie Gnahoua | Afrikaanse vrouw  |
| Philippe Corbisier | Oscar (kind)      |
| Iris De Busschere  | het kleine meisje |
| Raymond Pradel     | taxidermist       |